# Edificio Endesa
El Edificio Endesa es un edificio de la ciudad española de Madrid.

## Historia y características
Está emplazado en el número 60 de la calle Ribera del Loira. Fue proyectado en 1999 por el arquitecto Rafael de la Hoz Castanys, y la construcción, a cargo de Gerens Management Group, se ejecutó entre 1999 y 2003. Cuenta con 5 plantas sobre superficie, más un semisótano y dos plantas subterráneas de aparcamiento. Su fachada consiste en un muro cortina. En 2006 el proyecto recibió el galardón de la edición de 2005 de los premios de Calidad, Arquitectura y Vivienda de la Comunidad de Madrid en la categoría de oficios. En 2011 se convirtió en el primer edificio de España en conseguir la triple certificación de protección medioambiental al poseer los certificados de eficiencia energética, calidad ambiental en interiores y gestión ambiental.